# François Gaspard Adam
François Gaspard Balthasar Adam (23. května 1710 Nancy – 18. srpna 1761 Paříž) byl francouzský rokokový sochař.
Byl členem malířské rodiny Adamů a studoval u svého otce Jacoba Sigisberta. Roku 1730 následoval své dva bratry do Říma a pak odešel do Paříže. Roku 1740 byl druhý v klání o Prix de Rome, roku 1742 ji vyhrál a vrátil se do Říma na studijní pobyt. V letech 1747 až 1760 byl hlavním sochařem Fridricha II. Velikého. Většina jeho prací zdobí pozemek zámku Sanssouci v Postupimi.

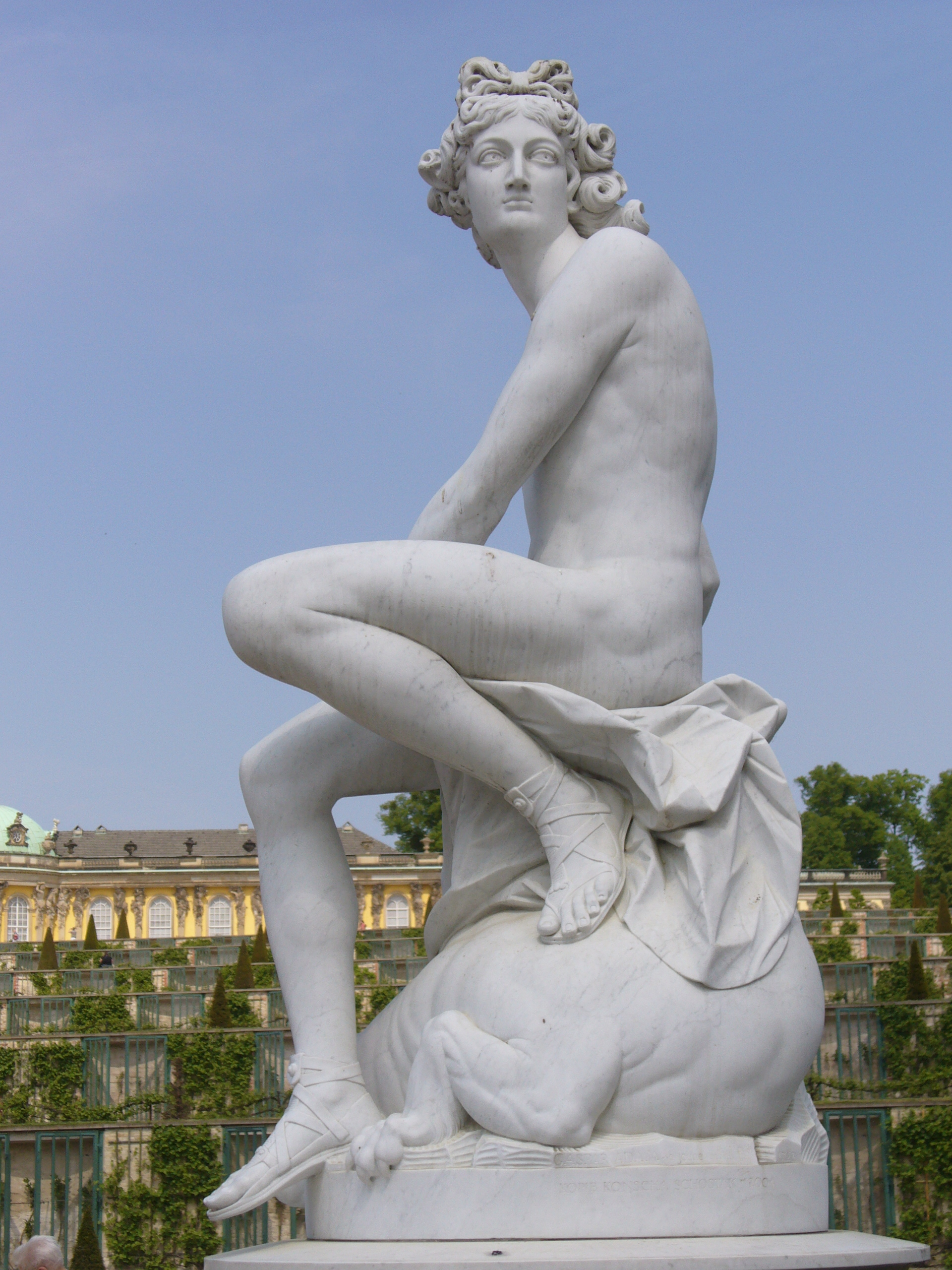
Apollo, Sanssouci
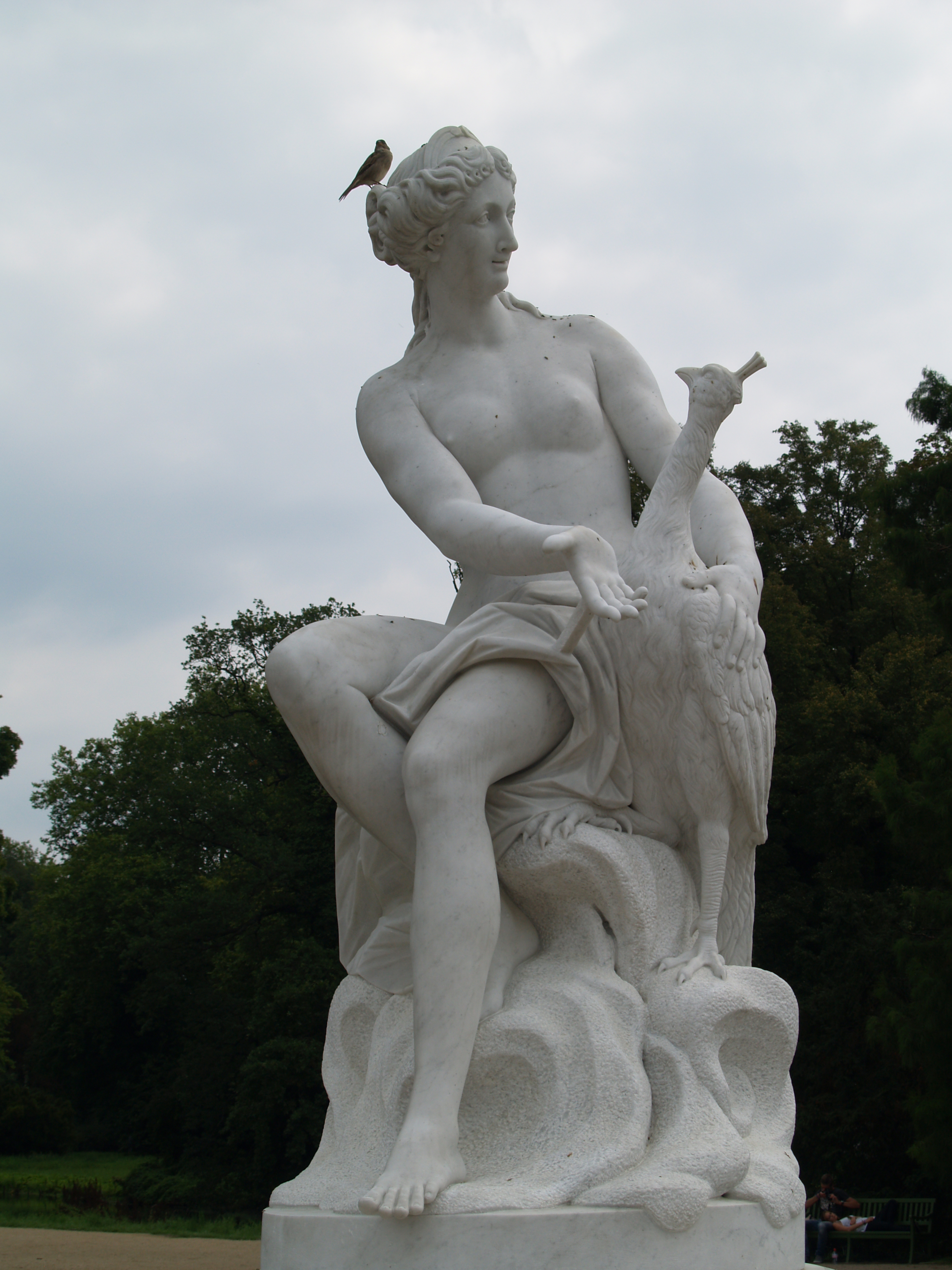
Juno, Sanssouci